# Cuphea paranensis
Cuphea paranensis är en fackelblomsväxtart som beskrevs av Rimo Carlo Felice Bacigalupi. Cuphea paranensis ingår i släktet blossblommor, och familjen fackelblomsväxter. Inga underarter finns listade i Catalogue of Life.